# Бельцов, Иван Васильевич
Иван Васильевич Бельцов (1897—1953) — советский военачальник, генерал-майор артиллерии  (07.06.1943).

## Биография
Родился в 1897 году  в городе Санкт-Петербург. Русский.
Участник штурма Зимнего дворца в октябре 1917 года в Петрограде.
В ряды Красной Армии вступил в феврале 1918 года, красноармеец, помощник командира взвода, командир взвода.  Участник  Гражданской войны. С 1 сентября 1922 года - курсант Киевской объединённой школы командиров РККА. С января 1924 года после окончания школы, помощник командира батареи. С августа 1924 года - командир батареи С августа 1925 года - помощник командира дивизиона. Член ВКП(б) с 1926 года. С марта 1927 года - исполняющий должность помощника командира полка тяжелой артиллерии. С февраля 1929 года - помощник командира 114-го артиллерийского полка Приволжского ВО. В 1930 году окончил АКУКС. С февраля 1931 года - командир 110-го артиллерийского полка Ленинградского ВО затем Приволжского ВО. В августе 1936 года за успехи в боевой и политической подготовке был награждён орденом Красной звезды. В 1939 году принимает участие в Советско-финской войне, за боевые отличия в которой награждён орденм Красного Знамени.
В период Великой Отечественной войны занимал должности:  начальник артиллерии 34-го стрелкового корпуса 19-й армии. С 9 декабря 1942 года - заместитель командующего и начальник артиллерии 5-й Ударной Армии. С 1943 года - заместитель командующего по артиллерии и начальник артиллерии 10-й гвардейской армии.  7 июля 1943 года Бельцову было присвоено воинское звание генерал-майор артиллерии. С 1944 года - заместитель по строевой части командующего артиллерией 3-го Украинского фронта.
После окончания войны, по состоянию здоровья вышел в отставку, работал директором технического училища в г. Киев.
Скончался в 1953 году, похоронен на Лукьяновском военном кладбище в Киеве.

## Награды
- орден Ленина (21.02.1945)
- два  ордена Красного Знамени (??.03.1940, 03.11.1944)
- орден Кутузова I степени[1][2] (17.09.1943)
- орден Суворова II степени[3] (28.04.1945)
- орден Богдана Хмельницкого II степени (19.03.1944)
- орден Отечественной войны I степени[4] (01.04.1943)
- орден Красной звезды (??.08.1936)
  -     - Медали СССР в.т.ч.:

  - «XX лет Рабоче-Крестьянской Красной Армии»
  - «За Победу над Германией в Великой Отечественной войне 1941—1945 гг.»
  - «За взятие Будапешта»
  - «За взятие Вены»
  - «За освобождение Белграда»